# Universidad Nacional de Artes de Corea
La Universidad Nacional de Artes de Corea (en coreano: 한국예술종합학교) es una institución de educación superior nacional en la ciudad de Seúl, la capital de Corea del Sur. La Universidad Nacional de Artes de Corea fue creada en 1993 por el Ministerio de Cultura, Deportes y Turismo de Corea del Sur como la única universidad nacional de artes con el objetivo de servir como una institución líder que provee artistas en el país. Tiene 26 departamentos en seis escuelas: Escuelas de Música, Teatro, Cine TV y Multimedia, Danza, Artes Visuales y Artes Tradicionales de Corea.